# Daniel Jan Małachowski
Daniel Jan Małachowski herbu Nałęcz – sędzia ziemski krzemieniecki w latach 1794–1795, horodniczy żytomierski, komisarz Komisji Porządkowej Cywilno-Wojskowej powiatu krzemienieckiego.